# West of England Challenger 1995
Il West of England Challenger 1995 è stato un torneo di tennis facente parte della categoria ATP Challenger Series nell'ambito dell'ATP Challenger Series 1995. Il torneo si è giocato a Bristol in Gran Bretagna dal 10 al 16 luglio 1995 su campi in erba.

## Vincitori

### Singolare
Jeremy Bates ha battuto in finale  Andrew Foster con il punteggio di 6–7, 6–4, 6–3

### Doppio
Lionnel Barthez /  Stéphane Simian hanno battuto in finale  Sander Groen /  Arne Thoms con il punteggio di 7–5, 7–5